# ستاره جرئت

ستاره جرئت (اردو: ستاره جرئت، به اختصار "SJ") سومین جایزهٔ افتخاری نظامی دولت پاکستان است که در ۱۶ مارس ۱۹۵۷ (میلادی) بعد از تبدیل نظام دولت پاکستان به جمهوری اسلامی ایجاد شد.